# 臺北市立國樂團
臺北市立國樂團（英語：Taipei Chinese Orchestra），簡稱北市國、TCO。創立於1979年，是臺灣第一個專業國樂團。隸屬於臺北市政府文化局，並於2001年進駐臺北市中山堂，現團址係與經濟部礦務局合用之中華路側原國民大會秘書處。

## 組織

### 附設樂團
目前設有「北市國附設青年國樂團」、「北市國附設青少年國樂團」、「北市國附設少年國樂團」、「北市國附設教師國樂團」、「北市國附設市民國樂團」、「北市國附設合唱團」、「北市國附設學院國樂團」七個附設音樂團體。

## 人物

### 歷任團長
| 任別 | 姓名   | 任期                       | 備註 |
| ---- | ------ | -------------------------- | ---- |
| 1    | 陳暾初 | 1979年—1984年              |      |
| 2    | 陳澄雄 | 1984年—1991年              |      |
| 3    | 王正平 | 1991年—2004年              |      |
| 代理 | 郭玉茹 | 2004年—2007年              |      |
| 4    | 鍾耀光 | 2007年—2015年              |      |
| 5    | 鄭立彬 | 2015年5月1日—2021年4月30日 |      |
| 6    | 陳鄭港 | 2021年—2023年              |      |
| 7    | 鄭立彬 | 現任                       | 二任 |

### 歷任音樂總監
| 任別 | 姓名   | 任期      | 備註 |
| ---- | ------ | --------- | ---- |
|      | 王正平 | 2004-2005 |      |
|      | 邵恩   | 2007-2011 |      |

### 歷任指揮
| 任別 | 姓名   | 任期      | 備註     |
| ---- | ------ | --------- | -------- |
|      | 李時銘 | 1984-1988 |          |
|      | 吳大江 | 1986-1987 |          |
|      | 陳中申 | 1992-2004 |          |
|      | 瞿春泉 | 2013-2021 | 首席指揮 |
|      | 張宇安 | 2022 迄今 | 首席指揮 |

### 歷任副指揮
| 任別 | 姓名   | 任期      | 備註 |
| ---- | ------ | --------- | ---- |
|      | 陳如祁 | 1987-1992 |      |
|      | 盧亮輝 |           |      |
|      | 李英   | 1992-2011 |      |
|      | 吳瑞呈 | 2012-2016 |      |
|      | 江振豪 | 2016 迄今 |      |

## 其他

### 國樂研習營
暑期國樂研習營主要目的為發揚傳統文化，推廣國樂教育，輔導國內國樂社團學生提昇演奏技術水準，並提供青少年暑假正當的課外活動。

## 外部連結
- 台北市立國樂團 （页面存档备份，存于）
- 認識北市國 歷任團長 （页面存档备份，存于）
- 台北市立國樂團的Facebook專頁（繁體中文）
- YouTube上的台北市立國樂團頻道
- 臺北市立國樂團的Discogs页面（英文）